# George Christopher
George Christopher (Arcádia, 8 de dezembro de 1907 — São Francisco, 14 de setembro de 2000) foi um contador, empresário e político greco-americano, e o 34º prefeito de São Francisco entre janeiro de 1956 até janeiro de 1964. Foi o último republicano a ser eleito prefeito de São Francisco desde que deixou o cargo; todos os prefeitos de São Francisco desde então foram membros do Partido Democrata.
Concorreu, sem sucesso, a vice-governador quando Richard Nixon concorreu ao governo da Califórnia em 1962, ao senado e tentou conseguir a indicação do Partido Republicano para concorrer a governador em 1966.